# Condado de River Gee
El condado de River Gee es un condado localizado en la parte del sur de la República de Liberia, uno de los quince que forman al primer nivel de división administrativa del país. La ciudad de Fish es la capital del condado. También es conocido por su peculiar bandera, que se distingue por su extraño diseño. 
River Gee comprende una superficie total de 5113 km². En el censo de 2008, el condado tenía una población de 67 318 personas, siendo el tercer condado menos habitado del país. Es el décimo condado más grande en tamaño, que colinda con el condado de Sinoe, al oeste; con el de Grand Gedeh, al norte; y con Grand Kru y el condado de Maryland, al sur. La parte del este de River Gee limita con la República de Costa de Marfil, a lo largo del tramo inferior del río Cavalla. 
Creado en 2000, el actual Superintendente del condado es J. Karku Sampson.

## Distritos
Los distritos de River Gee (y la población de 2008) son los siguientes:
- Distrito de Chedepo (10 518 hab.)
- Distrito de Gbeapo (10 934 hab.)
- Distrito de Glaro (4 992 hab.)
- Distrito de Karforh (5 956 hab.)
- Distrito de Nyenawliken (5159 hab.)
- Distrito de Nyenebo (5703 hab.)
- Distrito de Potupo (7337 hab.)
- Distrito de Sarbo (5320 hab.)
- Distrito de Tuobo (4868 hab.)

## Población
Según el censo del 2008, el condado River Gee tenía una población estimada en 74 800 residentes, incluidas miles de personas que escaparon a Liberia durante el conflicto en Costa de Marfil de 2002. Aproximadamente el 92 % de los habitantes del condado obtiene la mayoría de sus ingresos de la producción agrícola. El arroz es la cosecha principal en River Gee. Otras cosechas importantes son la yuca y los plátanos.